# 2491 Tvashtri
2491 Tvashtri је астероид чија средња удаљеност од Сунца износи 1,877 астрономских јединица (АЈ).
Апсолутна магнитуда астероида је 13,68.